# ニュースパーク関西
ニュースパーク関西（ニュースパークかんさい）は、1997年4月1日 - 2001年3月30日に放送された、NHK大阪放送局の夕方のローカルワイドニュース番組。1997年のNHKの夕方のローカルニュース枠拡大により、前番組の『イブニングネットワークきんき』よりも放送時間が20分増え50分番組となった。放送時間は平日の18:00 - 18:59（1997年度のみ18:10開始）、祝日は休止となる。
関西地方の各地のニュースや話題、特集、スポーツ情報、リレーニュース「関西展望台」、気象情報で編成された。また定期的に「○○（府県名）ウィーク」として大阪のスタジオを飛び出し、関西各地を回り、1週間その地域の話題を集中的に放送していた。

## 遍歴
- 1997年度
  - 放送開始
- 1998年度
  - 放送時間を18:00開始に変更。2分間ヘッドラインを放送し18:02～18:10に東京から全国ニュースを放送。
- 1999年度
  - 番組リニューアル、タイトルロゴ変更
- 2000年度
  - 再度番組をリニューアルし、番組名を『ニュースパークかんさい』に変更。気象情報の際、キャスターの野村正育が南さん、緑さん（キャスターの中川緑の下の名前）と呼びかけていた。

## キャスター
| 期間                                                                            | 期間      | メイン    | メイン     |
| 期間                                                                            | 期間      | 男性      | 女性       |
| ------------------------------------------------------------------------------- | --------- | --------- | ---------- |
| 1997.4.1                                                                        | 1999.3.26 | 鎌田靖1   | 大浦理子   |
| 1999.3.29                                                                       | 2000.3.24 | 梅津正樹  | 黒崎めぐみ |
| 2000.3.27                                                                       | 2001.3.30 | 野村正育2 | 中川緑     |
| - 1 キャスター降板後も番組デスクとして出演。 - 2 『ニュースかんさい発』も続投。 |           |           |            |

| NHK大阪放送局 平日夕方ニュース | NHK大阪放送局 平日夕方ニュース              | NHK大阪放送局 平日夕方ニュース |
| 前番組                         | 番組名                                      | 次番組                         |
| ------------------------------ | ------------------------------------------- | ------------------------------ |
| イブニングネットワークきんき   | ニュースパーク関西 ↓ ニュースパークかんさい | ニュースかんさい発             |